# QOI
Quite OK Image Format (QOI) je specifikace pro kompresi 24bitových rastrových (bitmapovaných) obrazů (8 bitů na barvu RGB) nebo 32bitových rastrových obrázků (8 bitů na barvu s 8bitovým alfa kanálem RGBA), kterou vytvořil Dominic Szablewski a která byla poprvé oznámena 24. listopadu 2021.

## Popis
Záměrem bylo vytvořit open source a rychlejší metodu bezeztrátové komprese než PNG, která by byla snadněji implementovatelná. Video třetí strany na YouTube vysvětluje, jak se komprese PNG a QOI provádí. Údaje uvedené v oznámení a ve videu uvádějí 20–50x rychlost kódování a 3–4x pro dekódování ve srovnání s PNG, přičemž komprimované velikosti PNG jsou lepší nebo výrazně lepší. Autor věnoval specifikaci do veřejného vlastnictví (CC0).